# Batang Malas
Batang Malas is een bestuurslaag in het regentschap Kepulauan Meranti van de provincie Riau, Indonesië. Batang Malas telt 722 inwoners (volkstelling 2010).